# Realizm umiarkowany
Umiarkowany realizm pojęciowy – obok realizmu pojęciowego (skrajnego realizmu), konceptualizmu i nominalizmu jeden z głównych poglądów dotyczących statusu ontycznego pojęć ogólnych.
Ojcem realizmu umiarkowanego był Arystoteles. W filozofii średniowiecznej reprezentowali go Abelard (twórca sermonizmu, który jednak bardziej przypomina właśnie realizm umiarkowany) i Św. Tomasz, zaś za Św. Tomaszem pogląd ten przyswoili sobie tomiści. Według tego poglądu nazwom i pojęciom ogólnym przysługują korelaty w postaci przedmiotów ogólnych. Inaczej niż w realizmie skrajnym, przedmioty te nie istnieją jako byty realne i niezależne od podmiotu, lecz jako byty idealne, tj. będąc zależnymi w istnieniu od podmiotu poznającego rzeczywistość. Dzięki takiemu ujęciu możliwe jest tworzenie wiedzy ogólnej (niemożliwe w nominalizmie), będącej wynikiem procesu poznawczego, a nie twórczego procesu podmiotu (z czym można ją pomylić w konceptualizmie).
W filozofii pogląd ten ma głównego rywala w skrajnym realizmie – rozwijanym w idealizmie poznawczym i ontologicznym (Platon, a później Husserl) – jako że pozostałe dwa poglądy zostały zmarginalizowane. Zaś na terenie filozofii nauk formalnych toczy się nadal żywy spór pomiędzy wszystkimi czterema stanowiskami.